# Tasovice (okres Znojmo)
Tasovice (německy Tasswitz) jsou obec v okrese Znojmo v Jihomoravském kraji. Žije v ní přibližně 1 400 obyvatel. Jedná se o vinařskou obec ve vinařské oblasti Morava, podoblasti Znojemské (viniční tratě Kamenný vrch, Stará hora, Staré vinohrady). Sousedními obcemi sídla jsou Znojmo, Těšetice, Dyje, Hodonice, Bantice, Práče, Strachotice a Krhovice. Obec je členem Svazku znojemských vinařských obcí Daníž.

## Název
Základem jména vesnice bylo osobní jméno Tas, domácká podoba latinského jména Prothasius (řeckého původu). Jméno vsi bylo původně pojmenováním obyvatel vesnice (Tasovici), které znamenalo Tasovi lidé.

## Historie
První písemná zmínka o vesnici pochází z roku 1234. Zdejší panství náleželo zčásti ke znojemskému klášteru klarisek a zčásti rakouskému klášteru v Brucku. Obec byla osídlena z větší části bavorskými kolonizátory. Roku 1578 sem přišli novokřtěnci. V době barokní šlo o mariánské poutní místo – slaví se 15. srpen, svátek Nanebevzetí Panny Marie. Zástavba utrpěla třicetiletou válkou, válkami o slezské dědictví i napoleonskými válkami. Roku 1801 vesnice vyhořela. Roku 1945 bylo do té doby většinové německé obyvatelstvo nuceně vysídleno.

## Přírodní poměry
Vesnice leží v Dyjsko-svrateckém úvalu. Do jihovýchodní části jejího katastrálního území zasahuje část přírodní památky Kamenná hora u Derflic.

## Pamětihodnosti
- Kostel svatého Klementa Marii Hofbauera z roku 1933, oltářní reliéf od Othmara Hillitzera, pamětní deska o narození Klementa Marii Hofbauera
- Kostel Nanebevzetí Panny Marie, založen roku 1234, obraz na hlavním oltáři od Matthiase Adolfa Charlemonta, věž roku 1900 zvýšena na 56 metrů
- Kaple vystavěná na památku obětí první světové války (1925)
- Výklenková kaplička
- Boží muka se sochou Loučení Krista
- Socha svatého Jana Nepomuckého
- Sousoší Panny Marie, svatého Šebestiána a svatého Jana Nepomuckého
- Tasovičky – klášterní rezidence sester svaté Hedviky, převzatá v letech 1850-1929 redemptoristy
- Pozdně barokní fara z roku 1780

## Osobnosti
- Klement Maria Hofbauer (1751–1820, rozený Klement Maria Dvořák), kněz činný v Rakousku a Polsku, světec
- Johann Jahn (1750–1816), katolický kněz a orientalista

## Galerie

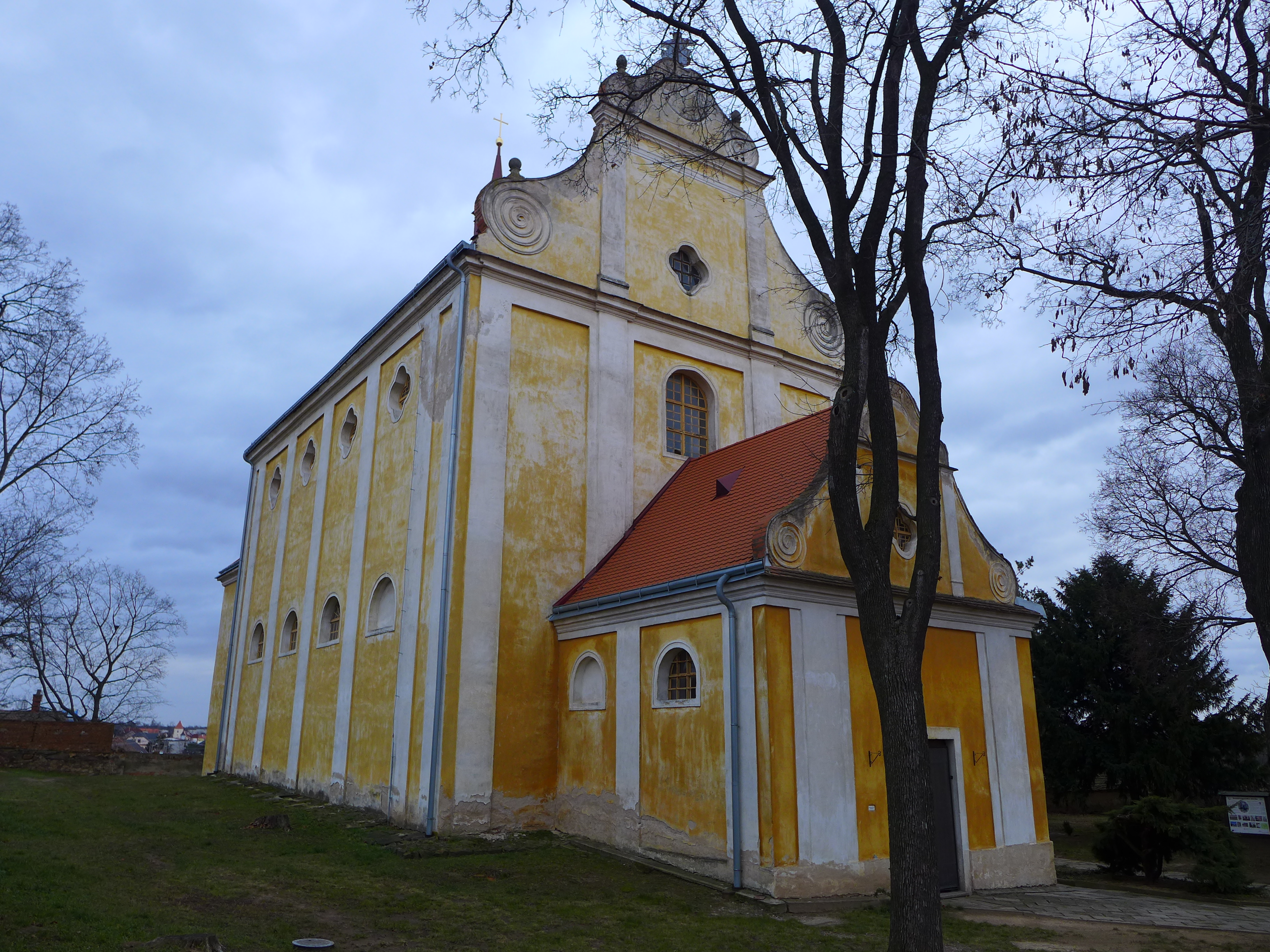
Kostel Nanebevzetí Panny Marie
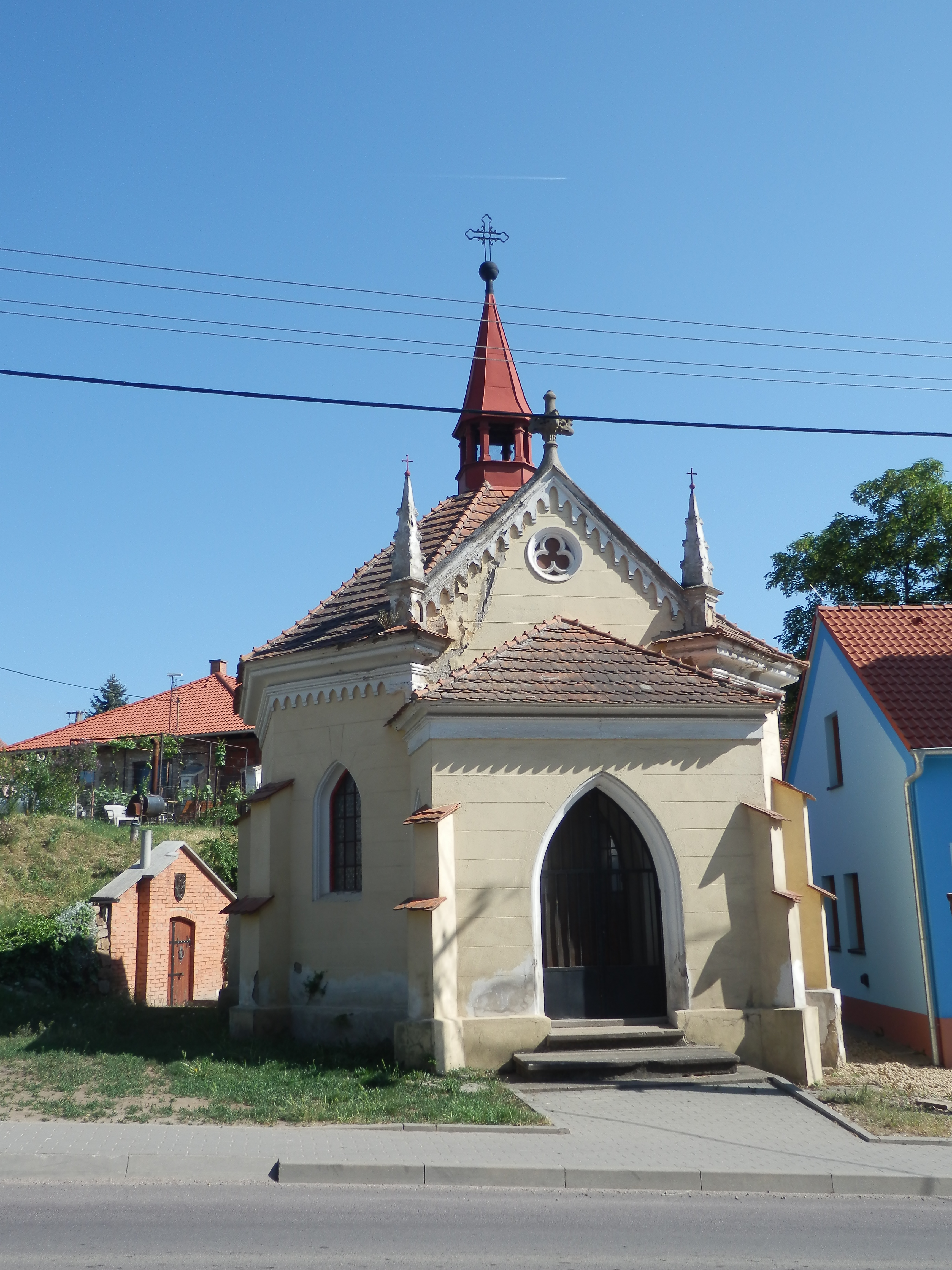
Kaple
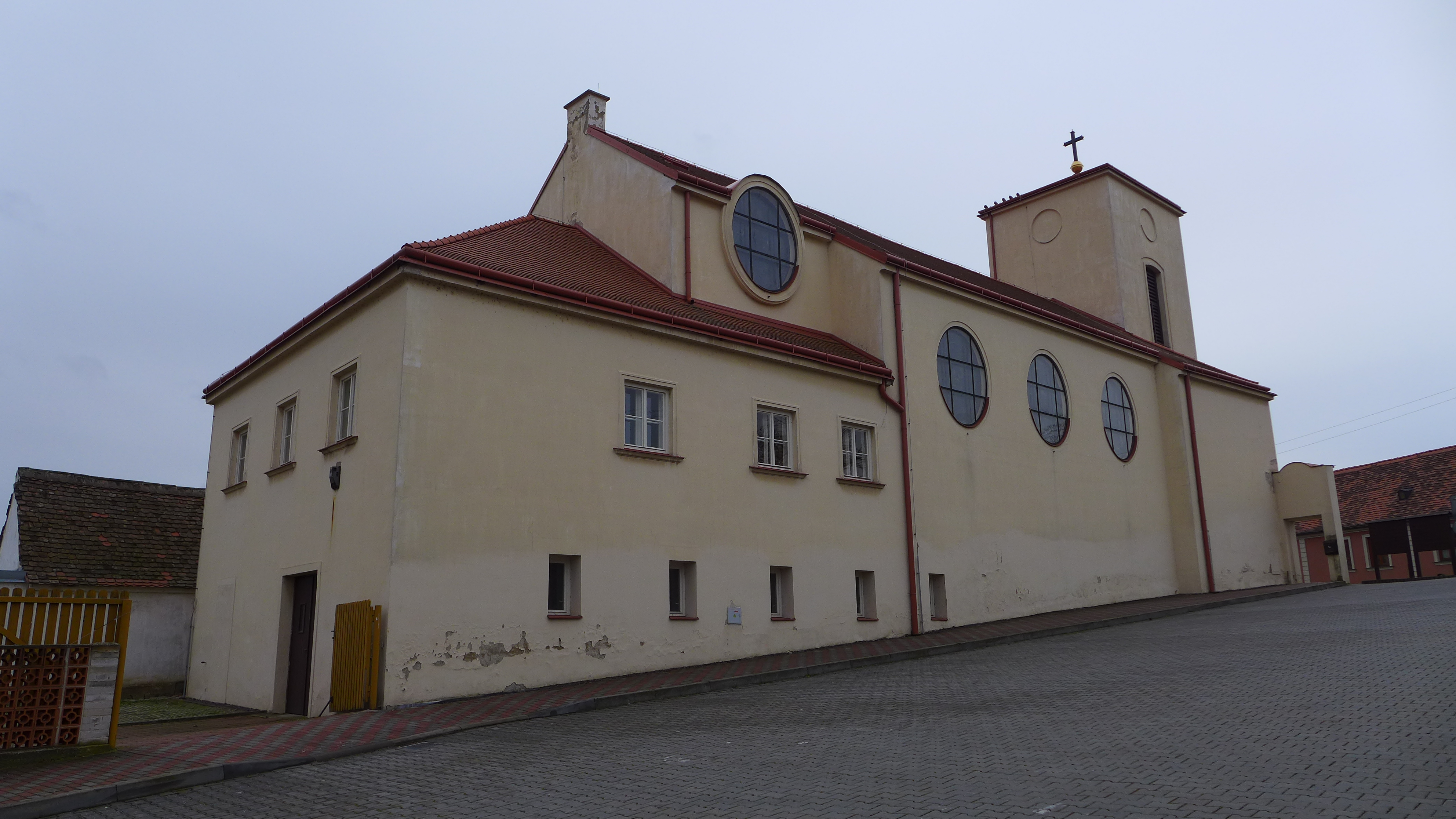
Kostel svatého Klementa Maria Hofbauera
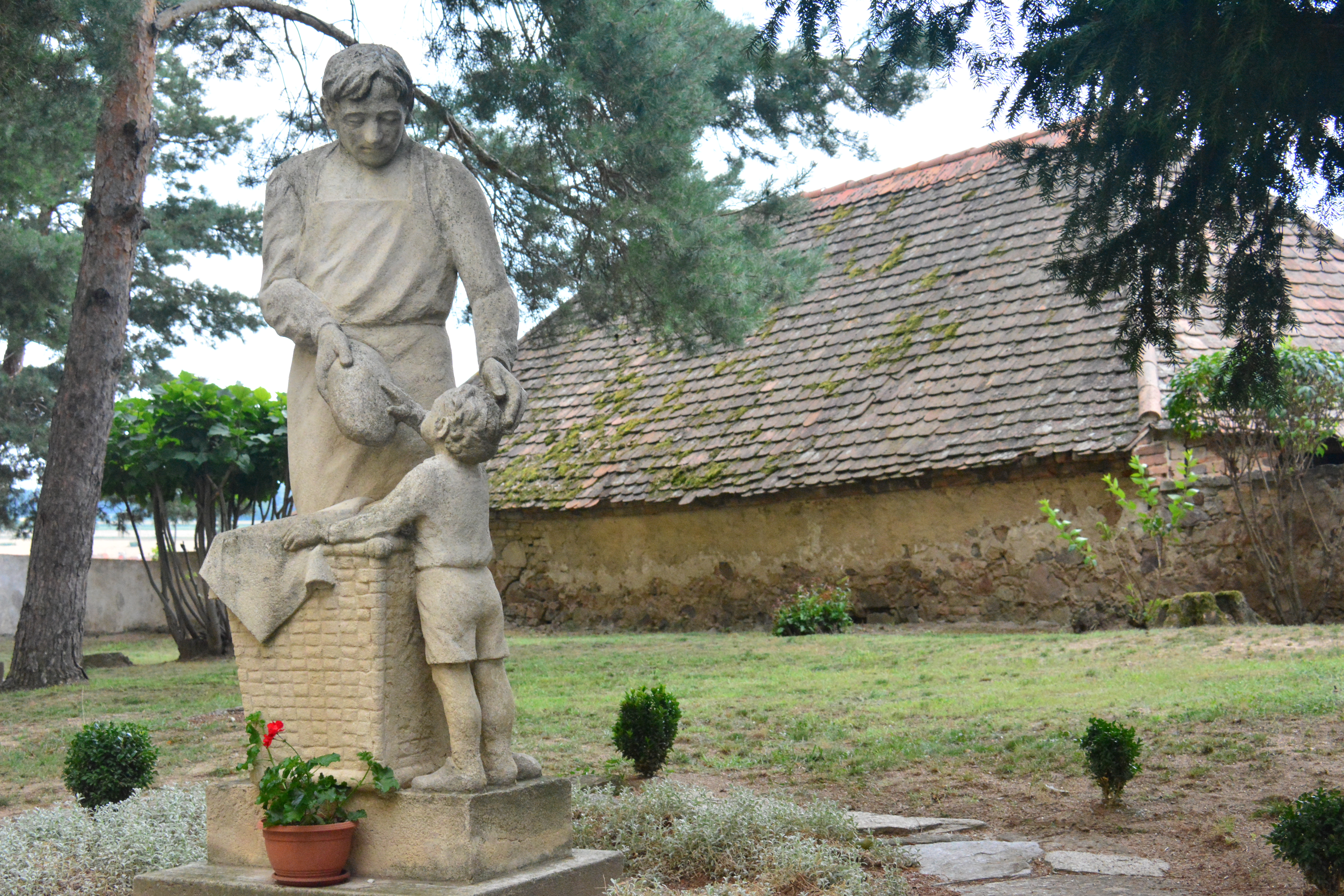
Socha svatého Klementa Maria Hofbauera
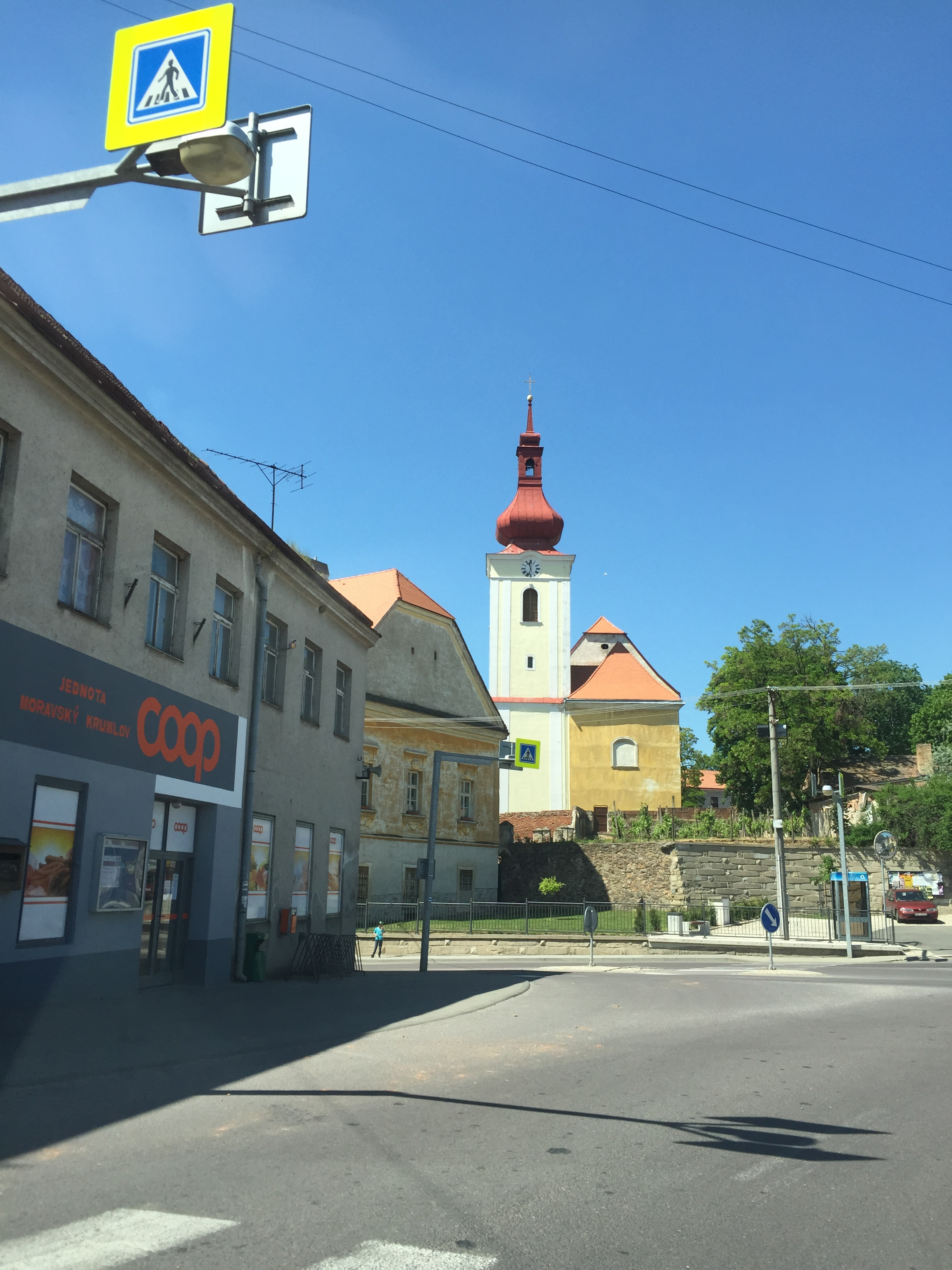
Střed vesnice